# Tell 'Em Nothing
Tell'Em Nothing è un cortometraggio muto del 1926 diretto da Leo McCarey con protagonista Charley Chase.
Il film, una comica, fu distribuito il 17 ottobre 1926.

## Trama
Charlie è il grande avvocato del divorzio, è richiesto da tutte le donne che desiderano disfarsi dei loro mariti. Mentre sta spiegando ad una donna come ottenere il divorzio ottenendo delle foto in una situazione compromettente, Sua moglie inavvertitamente lo vede e pensa il peggio. Con la connivenza di un dottore amico, Charley fa in modo di mandare sua moglie in campagna per una cura di riposo. Piuttosto implausibilmente, egli è casualmente scelto dal marito dell'altra donna per fare da amante nelle foto compromettenti di cui hanno bisogno per il divorzio. Ulteriori complicazioni portano l'altra donna ad arrivare all'appartamento di Charlie. Pensa che sua moglie sia stata mandata in campagna e che egli avrà una tranquilla serata con se stesso. Ma nessuna di queste supposizioni si rivela corretta. La tipica farsa segue con la donna che si nasconde sotto il letto, Charlie lotta col marito geloso e la moglie di Charlie che insospettabilmente torna.

## Produzione
Il film fu prodotto dalla Hal Roach Studios.

## Distribuzione
Distribuito dalla Pathé Exchange, il film - un cortometraggio in due bobine - venne distribuito nelle sale USA il 17 ottobre 1926.